# Prien
Prien és una població dels Estats Units a l'estat de Louisiana. Segons el cens del 2000 tenia 7.215 habitants.

## Demografia
Segons el cens del 2000, Prien tenia 7.215 habitants, 2.582 habitatges, i 2.050 famílies. La densitat de població era de 402,6 habitants/km².
Dels 2.582 habitatges en un 43,2% hi vivien nens de menys de 18 anys, en un 65,3% hi vivien parelles casades, en un 10,3% dones solteres, i en un 20,6% no eren unitats familiars. En el 16,9% dels habitatges hi vivien persones soles el 5,4% de les quals corresponia a persones de 65 anys o més que vivien soles. El nombre mitjà de persones vivint en cada habitatge era de 2,79 i el nombre mitjà de persones que vivien en cada família era de 3,15.
Per edats la població es repartia de la següent manera: un 30% tenia menys de 18 anys, un 7,9% entre 18 i 24, un 31,2% entre 25 i 44, un 22,4% de 45 a 60 i un 8,5% 65 anys o més.
L'edat mediana era de 35 anys. Per cada 100 dones de 18 o més anys hi havia 93,3 homes.
La renda mediana per habitatge era de 53.780 $ i la renda mediana per família de 61.295 $. Els homes tenien una renda mediana de 50.201 $ mentre que les dones 24.515 $. La renda per capita de la població era de 26.537 $. Entorn del 6,7% de les famílies i el 7,7% de la població estaven per davall del llindar de pobresa.

## Poblacions més properes
El següent diagrama mostra les poblacions més properes.